# Векслер, Ася Исааковна
Ася Исааковна Векслер (род. 17 декабря 1943, Глазов, Удмуртская АССР) — советская и израильская поэтесса и художница-график.

## Биография
Родилась в эвакуации, жила в Ленинграде.
1962 год — окончила СХШ (Среднюю художественную школу при институте имени И. Е. Репина).
1962—1968 гг. — факультет графики Института имени И. Е. Репина, специальность «книжная графика» (дипломная работа — иллюстрации к книге О. Берггольц «Дневные звёзды»).
1968—1991 гг. — художественное оформление и иллюстрирование книг в издательствах «Советский писатель», «Лениздат», и других. Была принята в Союз художников СССР (1977 год) и Союз писателей СССР (1982 год).
Работы А. Векслер вошли в антологию «Гравёры земного шара. Всемирная гравюра на дереве в XXI веке» (Лондон, 2002).
С 1992 года живёт в Иерусалиме. Работает в отделе рукописей Департамента древностей Израиля.

### Источник информации — электронный каталог РНБ
1. На одной волне : Евр. мотивы в рус. поэзии : [Сб. / Сост. и авт. вступ. ст. Т. Должанская. — Репринт. с изд. 1974 г. — Иерусалим] : Б-ка Алия, 1990. — 220 с. Содерж.: Авт.: М. Алигер, П. Антокольский, Э. Багрицкий, Е. Баух, И. Бродский, В. Брюсов, И. Бунин, А. Векслер, Е. Винокуров, А. Вознесенский и др. — ISBN 965-320-112-3.
2. Урбан, Адольф Адольфович. Стихи-собеседники : Очерки : [Для сред. и ст. возраста] / А. Урбан; [Рис. А. Векслер]. — Ленинград : Дет. лит. Ленингр. отд-ние, 1978. — 174 с. — 100000 экз.
3. Таяновский, Игорь Александрович. Фамильная земля : Кн. поэм / Игорь Таяновский; [Худож. А. И. Векслер]. — Ленинград : Лениздат, 1979. — 116 с. — 10000 экз.
4. Рождественский, Всеволод Александрович (1895—1977). Город на Неве : Стихи о Ленинграде / [Худож. А. И. Векслер]. — 2-е изд., доп. — Ленинград : Лениздат, 1978. — 206 с. — 25000 экз.